# Slakovec
Slakovec – wieś w Chorwacji, w żupanii medzimurskiej, w gminie Nedelišće. W 2011 roku liczyła 559 mieszkańców.